# Jesper Ganslandt
Jesper Ganslandt (né le 31 octobre 1978 à Falkenberg) est un réalisateur de cinéma suédois.

## Filmographie
- 2006 : Adieu Falkenberg (Farväl Falkenberg)
- 2008 : Skinnskatteberg (court métrage)
- 2008 : Jesper Ganslandts 114:e dröm (court métrage)
- 2009 : Filmen jag inte pratar om längre (documentaire)
- 2009 : Le Singe (Apan)
- 2009 : Blondie (en)